# Reino do Pineal
O Reino do Pineal (em inglês:  Kingdom of Pineal) é um autoproclamado estado independente, encravado dentro do município de Oliveira do Hospital, Portugal. Liderado pelo zimbabueano-britânico Água Akbal Pinheiro, a sua independência não é contudo reconhecida pelas autoridades portuguesas, constituindo legalmente a organização privada Pineal Foundation e frequentemente qualificado como seita religiosa. O nome tem origem na glândula pineal, que está ligada aos padrões de sono.

## História
Água Akbal Pinheiro, um cozinheiro nascido no Zimbábue com o nome Martin Junior Kenny, emigrou aos 20 anos para o Reino Unido com o sonho de se tornar mestre de cozinha. Porém, com 36 anos, teve uma "experiência espiritual profunda" e criou a identidade de Água Akbal Pinheiro, um "filósofo espiritual" com o objetivo de "restaurar, proteger e preservar os modos de vida orgânicos, naturais, espirituais, culturais e indígenas".
Em 2019 ou 2020, Akbal Pinheiro e a mulher, a polaca Shakti, conhecida como Gabriela Luna Pinheiro, migraram com os dois filhos para Portugal e, juntamente com mais 40 pessoas de 8 países diferentes, estabeleceram a comunidade num terreno adquirido pelo futebolista ugandês Pione Sisto, que se viria a tornar o Reino do Pineal.
Eventualmente, o terreno passou a ter estufas e outras estruturas, sendo que a comunidade poderá ter chegado a 100 membros, entre os quais várias crianças, que não foram registadas e viviam sem qualquer acesso à escola ou cuidados de saúde, estando portanto em incumprimento das leis de Portugal. A seita ganhou notoriedade depois de se tornar público que, em 2022, um dos filhos de Água e Gabriela tinha morrido apenas com 14 meses, tendo posteriormente sido cremado e as suas cinzas espalhadas sem alguma vez ter sido registado.
Entre os membros, quase exclusivamente estrangeiros, havia uma mulher portuguesa, Cátia Guerreiro, que deu à luz uma menina nascida em dezembro de 2022, cujo pai era também parte da seita. Os pais de Cátia, depois de saberem da morte da outra criança, registaram a neta na conservatória, contra o desejo da mãe da criança, sendo assim reconhecida como cidadã portuguesa. Seguidamente, levaram o caso ao Tribunal de Família e Menores, requerendo a guarda da menor, solicitando uma intervenção urgente pela situação em que a neta vivia.
Entretanto, todas as polémicas por volta da seita levaram à saída da maior parte dos seus membros, tendo sido reportado que só lá permaneceu o fundador com a companheira e os dois filhos, que foram obrigados a frequentar a escola.

## Características
O objectivo da seita é a construção do Paraíso na Terra, através da criação de um estado soberano, autossuficiente e ecológico.
A comunidade vive em poligamia, tendo o líder engravidado várias mulheres. Os homens devem ter várias mulheres, mas a mulher deve ter só um homem.

## Suspeitas criminais
Um bebé do sexo masculino denominado Samsara, nascido a 11 de fevereiro de 2021, filho do líder da seita terá morrido em março ou abril de 2022 de doença não identificada, nunca tendo sido acompanhado por nenhum médico. O Ministério Público já estará a investigar a morte da criança, em particular pela não prestação de cuidados de saúde adequados, circunstância que indicia poder haver risco de morte para outras crianças da comunidade, o que poderá levar a uma intervenção da Comissão de Proteção de Crianças e Jovens (CPCJ).
Também a Câmara Municipal de Oliveira do Hospital também já terá solicitado a intervenção da CPCJ, assim como do Serviço de Estrangeiros e Fronteiras, para que investigassem a comunidade, reportando ilícitos como construções ilegais, festas, tráfico de droga e eventuais burlas com donativos de membros da comunidade.